# 高畑充希
高畑 充希（たかはた みつき、1991年〈平成3年〉12月14日 - ）は、日本の女優、歌手、タレント。歌手活動は一部の参加作品を除き、みつきまたは「高畑充希」名義。
大阪府東大阪市出身。所属事務所はホリプロ。所属レコード会社はワーナーミュージック・ジャパン。法政大学キャリアデザイン学部中退。夫は俳優の岡田将生。

## 略歴

### 生い立ち
会社経営の父と母、祖父母の五人家族の一人っ子として育ち、舞台鑑賞が好きな両親の影響を受けて小学生の頃より舞台女優を志す。幼い頃から『オペラ座の怪人』や蜷川幸雄作品に親しみ、同級生がアイドルやJポップの歌を聴く中、『レ・ミゼラブル』などのミュージカルのサントラを好んで聴いていた。小学校から中学校までの間に舞台や芸能事務所のオーディションを十数回も受けて全て落ちていた。数々のオーディションを受ける一方で、受からなかった時には早稲田大学の演劇研究会に入ろうと、小学校低学年から塾に通って猛勉強し、四天王寺中学校へと進んだ。中学時代は軽音部でボーカルを担当し、日本全国の高校・中学校による軽音楽系のクラブコンテストであるスニーカーエイジのグランプリ大会にも出場した。

### 女優として
2005年、中学在学中に、ホリプロが創業45年を記念して主催する『山口百恵トリビュートミュージカル プレイバック part2 〜屋上の天使』の出演者オーディションで9621人の応募者から主演の座を獲得し、シンデレラガールとして女優デビューを果たした。
2007年に四天王寺高ではなく東京の八雲学園高等学校に進学し、本格的に女優活動を開始。2007年から2012年まで6年間にわたってミュージカル『ピーターパン』で8代目ピーターパン役を務めると、舞台『奇跡の人』『美男ですね』『コーヒープリンス1号店』で次々に主演を務めた。
2007年公開の『ドルフィンブルー フジ、もういちど宙へ』でホリプロ所属後初の映画出演を果たし、その後もTBS『3年B組金八先生』（第8シリーズ）をはじめとしてドラマ・映画等の映像作品に多数出演しており、2008年にはドラマ30の通算100作目にあたる『ナツコイ』（毎日放送）のヒロインに抜擢された。また、2008年4月25日の東京ヤクルトスワローズ対中日ドラゴンズの試合で始球式を務めた。
2010年4月に法政大学キャリアデザイン学部へ進学。大学では写真サークルに所属し、しばらく平穏な大学生活を送っていたが、大学4年に在学中の2013年11月よりNHK連続テレビ小説『ごちそうさん』にヒロインの義妹・西門希子役で出演。オーディションで高畑の出演が決まると、高畑が出演していたミュージカル『スウィーニー・トッド〜フリート街の悪魔の理髪師〜』を観た脚本家の森下佳子がその歌声に惚れ込み、当て書きで歌唱シーンを追加。劇中歌「焼氷有り〼の唄」で披露した歌唱力と演技力が一躍注目を集めた。
『ごちそうさん』放送終了後の2014年4月には、『未来ロケット』（フジテレビ）でバラエティー番組へ初のレギュラー出演、またチョーヤ梅酒『酔わないウメッシュ「独唱篇」』で初のCM出演も果たし、さらに同年7月には『軍師官兵衛』で大河ドラマ初出演も果たした。同年10月、公式ファンクラブ「MIKKAI」がスタート。
2014年7月にORICON STYLEが発表した『2014年上半期ブレイク女優ランキング』で6位にランクインすると、同年12月にORICON STYLEが発表した年間を通し各メディアで飛躍的な活躍を見せた女優を対象とした『2014年 ブレイク女優ランキング』でも7位にランクインする活躍を見せた。また、同年12月には『アオハライド』、『バンクーバーの朝日』（フジテレビ開局55周年記念作品）と、出演映画2作品が立て続けに公開された。
2015年1-3月期のドラマ『問題のあるレストラン』（フジテレビ）でザテレビジョンドラマアカデミー賞 助演女優賞を受賞し役者として高い評価を受けることで注目を集め、4月には、ディズニー映画『シンデレラ』で主人公・エラの吹替えに抜擢され（実写映画の吹替は初挑戦）、日本版エンドソング「夢はひそかに」を、城田優とともに担当。7月にはORICON STYLEが発表した『2015年上半期ブレイク女優ランキング』で、過去最高の3位に入り、『煙霞 〜Gold Rush〜』でWOWOW連続ドラマ初出演。また、8-9月には長年出演を熱望していた蜷川幸雄演出の舞台作品（『靑い種子は太陽のなかにある』）にヒロインとして出演を果たし、本作の演技で読売演劇大賞優秀女優賞と杉村春子賞（新人賞）を受賞した。
2016年4月に放送開始したNHK連続テレビ小説『とと姉ちゃん』ではオーディション（応募者2564人）を経てヒロイン・小橋常子に選ばれ、連続ドラマ初主演を果たし、6月公開の映画『植物図鑑 運命の恋、ひろいました』では、岩田剛典とともに映画初主演を務めた。7月にORICON STYLEが発表した『2016年上半期ブレイク女優ランキング』で、ブレイク女優1位に輝くと、その後、年間を通してブレイクした『2016年ブレイク女優ランキング』でも1位となり、ORICON STYLE クイーン・アワード2016を受賞。また『植物図鑑 運命の恋、ひろいました』での演技が評価され、第40回日本アカデミー賞新人俳優賞、第26回日本映画批評家大賞新人女優賞（小森和子賞）を受賞、その年最も活躍し将来の活躍が期待される俳優に贈られるエランドール賞新人賞に加えて、「当たり前の暮らしがいかに大切か」という教えを胸に、激動の昭和を駆け抜けていくヒロインを、卓越した演技力で演じ切り、現代の多くの女性たちの共感を得た、との評価を受けた『とと姉ちゃん』での演技に対して橋田賞新人賞受賞の栄誉にも輝いた。
2017年7月期の『過保護のカホコ』（日本テレビ）で民放連続ドラマ初主演。
2020年の舞台『ミス・サイゴン』へのヒロインのキム役での出演が決まっていたが、新型コロナウイルスの影響で全公演が中止となった。

### 歌手として
女優としての活動の一方で、2007年にはデモテープを聴いたコブクロの小渕健太郎がその歌声に惚れ込み、プロデュースをすることを名乗り出た。そして2007年6月に小渕プロデュースによるシングル「大切なもの」でワーナーミュージック・ジャパンよりアーティスト名「みつき」として歌手デビューを果たした。「大切なもの」は自ら出演する映画『ドルフィンブルー フジ、もういちど宙へ』の主題歌に、同シングルに収録の「ひとつだけ」は木皿泉脚本のドラマ『セクシーボイスアンドロボ』（日本テレビ）の主題歌にそれぞれ採用された。
その後、翌2008年にかけて「瞳ひらいて」（川嶋あいプロデュース、アニメ映画『ルイスと未来泥棒』イメージ曲）、「夏のモンタージュ」（竹内まりや作詞・作曲、ドラマ『ナツコイ』主題歌）のシングル2作品を発表。また、河口恭吾や矢井田瞳らの楽曲提供を受けてファーストアルバム『COLOR』をリリース。同アルバムの7曲目の「キズナ」では自ら作詞も手がけている。
2013年には連続テレビ小説『ごちそうさん』の劇中で披露した歌声が脚光を浴びる。その劇中曲がサウンドトラック盤に収録されると、翌2014年3月には同劇中歌をはじめとして過去にリリースしたシングルや出演したミュージカルやドラマで歌唱した楽曲を収録したアルバム『PLAY LIST』を「高畑充希」名義でリリースした。
2015年（上の項目にあるため）12月には、デビュー10周年を記念した初のワンマンライブを東京と大阪のBillboard Liveにて開催した。

## 私生活
2024年11月19日、俳優の岡田将生と結婚したことを双方のInstagramを通じて発表した。
2025年7月16日、第1子妊娠を発表した。

## 人物

### 趣味
趣味は読書、舞台観劇、食べることなど。

### 女優・歌手として
舞台女優になるためにコーラスを習っていた。また、クラシックの先生に付いて声楽も学んでいた。
業界内でもその演技力・歌唱力に注目し評価する声は多く、女優の黒木瞳は高畑を「歌声の力強さ、清らかさが素晴らしくて度肝を抜かれました。その潜在能力の高さはまさにミュージカル界を背負っていかれる逸材」と絶賛しており、映画監督の福田雄一は「これから絶対に来る女優」として自身が監督を手掛けた『女子ーズ』に高畑を抜擢、映画監督の三木孝浩は高畑が主演を務めた舞台『奇跡の人』を観劇した際、自身のツイッターで「充希ちゃんが生み出す、観客の目を惹きつける“間”の絶妙さに唸りました！ナチュラルボーン女優です、ほんと。」とのコメントを残している。

### 交友関係
『3年B組金八先生』で共演した水沢奈子、忽那汐里、『Q10』で共演した前田敦子、柄本時生、池松壮亮、『女子ーズ』で初共演した有村架純とはプライベートで仲が良い。
先述の有村架純、森川葵の2人とは月9ドラマ『いつかこの恋を思い出してきっと泣いてしまう』の共演がきっかけで仲が深まり、共演後も3人で誕生日を祝うなど定期的に集まる仲である。
前田敦子、柄本時生、池松壮亮とは、「ブス会」と称し、度々プライベートでのオフショットをSNSにアップするほどであり、通常はゲスト3人が出演して語り合う形式の番組である『ボクらの時代』（フジテレビ系）にも4人揃って出演している。
また、大竹しのぶやキムラ緑子とも親交があり、3人で食事に行ったりなどをするほど仲の良い間柄である。

### エピソード
田中みな実、弘中綾香が司会進行を務めるバラエティ番組『あざとくて何が悪いの?』（テレビ朝日系）に出演した際、ゲストの「グッとくる男性像」を完全ショートドラマ化するという企画の中で「大人数でいるときに隅っこにいて話さない」「独特の思考＆ワードセンスがある」「行動が早い&行動力がある」「本が好き」「別行動OKタイプ」「とにかく優しくしてくれる」「たくさん食べる」「(高圧的な口調で)『お前』と言わない人」といった要素のある人が好みであることを明かした。

### 髪型
デビュー以来ずっとショートカットだった。ピーターパン役を演じていたこともあってボーイッシュなイメージが定着していたが、2011年末頃から髪を伸ばし始めた。舞台『アリス・イン・ワンダーランド』でツインテールにした時には、『ピーターパン』で共演したウェンディ役の仁藤萌乃から「ウェンディできるね」とお墨付きをもらっている。
『とと姉ちゃん』の宣伝ポスターでは、そのロングヘアを三つ編みにしたものを披露したこともある。
しかし、2019年1月期のドラマ『メゾン・ド・ポリス』（TBS）では、長髪を20センチほど切って、初めての刑事役に臨んだ。当時はボブヘアだったが、2021年12月に自らのInstagramで、さらにボーイッシュ系のショートカットに変身した姿を公開している

## 受賞歴
2015年度
- 第84回ザテレビジョンドラマアカデミー賞 助演女優賞（『問題のあるレストラン』）
- 第23回読売演劇大賞 優秀女優賞（『靑い種子は太陽のなかにある』）
- 第23回読売演劇大賞 杉村春子賞（『いやおうなしに』『靑い種子は太陽のなかにある』）

2016年度
- 第29回東京国際映画祭 ARIGATŌ賞
- 日経トレンディ 今年のヒット人
- VOGUE JAPAN Women of the Year 2016
- Yahoo!検索大賞2016 女優部門賞
- ORICON STYLE クイーン・アワード2016 ブレイク女優ランキング1位
- 第40回日本アカデミー賞 新人俳優賞（『植物図鑑 運命の恋、ひろいました』）
- 第41回エランドール賞 新人賞（『植物図鑑 運命の恋、ひろいました』『怒り』『いつかこの恋を思い出してきっと泣いてしまう』『とと姉ちゃん』）
- 第3回カバーガール大賞 総合部門1位 / 20代部門1位
- 第25回橋田賞 新人賞（『とと姉ちゃん』）
- 第26回日本映画批評家大賞 新人女優賞（『植物図鑑 運命の恋、ひろいました』）

2017年度
- 第9回コンフィデンスアワード・ドラマ賞 主演女優賞（『過保護のカホコ』）
- 第27回TV LIFE年間ドラマ大賞 主演女優賞（『過保護のカホコ』）

2019年度
- 第43回日本アカデミー賞 優秀助演女優賞（『こんな夜更けにバナナかよ 愛しき実話』）
- 第103回ザテレビジョンドラマアカデミー賞 主演女優賞（『同期のサクラ』）

2020年度
- 第46回菊田一夫演劇賞 演劇賞（『ウェイトレス』）

2023年度
- 第18回声優アワード 外国映画・ドラマ賞（『バービー』）

## 出演

### 舞台
- 少年H（1999年8月4日 - 29日、東京 / 大阪） - 妹尾好子（幼年時代）役[注 5][95]
- プレイバック part2〜屋上の天使（2005年12月10日 - 20日、東京国際フォーラム） - 主演・すもも 役[96]
- ピーター・パン (ミュージカル)（2007年 - 2012年） - 主演・ピーターパン 役[注 6][97]
- 奇跡の人 - 主演
  - （2009年10月23日 - 11月29日、東京 / 地方） - ヘレン・ケラー 役[注 7][98]
  - （2014年10月9日 - 21日、東京 / 大阪） - ヘレン・ケラー 役[99]
  - （2019年4月13日 - 29日、東京 / 地方） - アニー・サリヴァン 役[100]
  - （2022年5月18日 - 、東京 / 大阪） - アニー・サリヴァン 役[101]
- 美男ですね（2011年10月8日 - 11月27日、東京 / 地方） - 主演・桜庭美男 / 桜庭美子 役[注 8][102]
- 豆之坂書店〜読みたがりたちの読書会〜（2011年12月27日 - 29日、天王洲 銀河劇場） - 神田川ひやね 役[注 9]
- コーヒープリンス1号店（2012年4月13日 - 5月13日、東京 / 大阪） - 主演・コ・ウンチャン 役[注 10][103]
- アリス・イン・ワンダーランド（2012年11月18日 - 12月16日、東京 / 大阪） - クロエ 役[注 11][104]
- スマートモテリーマン講座（2013年1月17日 - 2月9日、東京 / 地方） - 野上玲子 役 [注 12][105]
- 舞台 ウレロ☆未公開少女（2013年3月2日 - 3日、六本木ブルーシアター） - みつき 役[注 12][106]
- スウィーニー・トッド〜フリート街の悪魔の理髪師〜（2013年5月5日 - 6月9日、東京 / 地方） - ジョアンナ 役[注 11][107]
- いやおうなしに（2015年1月9日 - 3月1日、東京 / 地方） - 真壁芳奈 役[108][109]
- 靑い種子は太陽のなかにある（2015年8月10日 - 9月13日、東京 / 大阪） - 北弓子 役[注 13][110][32]
- わたしは真悟（2016年12月2日 - 2017年1月26日） - 主演・山本真鈴 役[111][112]
- エレクトラ（2017年4月14日 - 5月7日） - 主演・エレクトラ 役[113]
- 『リトル・マーメイド』イン・コンサート（2018年2月11日 - 2月14日、東京 / 大阪） - 主演・アリエル 役[114]
- ウェイトレス（2021年3月、日生劇場） - 主演・ジェナ 役[115]
  - ウェイトレス 再演（2025年4月、日生劇場 / 5月、Niterra日本特殊陶業市民会館 フォレストホール / 5月、梅田芸術劇場 メインホール / 5月、博多座）[116]
- ミス・サイゴン
  - （2020年5月 - 6月 帝国劇場公演、/7月 - 地方） - キム 役[注 14]　※新型コロナウイルスの影響で中止[117][47]。
  - （2022年7月 - 8月 東京 帝国劇場[118] / 9月 大阪 梅田芸術劇場メインホール[119]） - キム 役[120]
- 宝飾時計（2023年1月、東京芸術劇場 / 2月 大阪・佐賀・愛知・長野）- 主演・松谷ゆりか 役[121]

### 映画
- 走れ!ケッタマシン ウエディング狂騒曲（2002年6月1日、ふるきゃらシネマ） - 谷川ミカ 役
- ドルフィンブルー フジ、もういちど宙へ（2007年7月7日、松竹） - 玉城ミチル 役[10]
- 書道ガールズ!! わたしたちの甲子園（2010年5月15日、ワーナー・ブラザース映画） - 好永清美 役
- Lost Harmony（2011年12月3日、ゴー・シネマ） - 上村真紀 役
- つやのよる ある愛に関わった、女たちの物語（2013年1月26日、東映） - 女子大生 役
- HK 変態仮面（2013年4月13日、ティ・ジョイ） - ワイドショーのレポーター 役
- 女子ーズ（2014年6月7日、キングレコード） - 黄川田ゆり 役[122]
- アオハライド（2014年12月13日、東宝） - 成海唯 役[123]
- バンクーバーの朝日（2014年12月20日、東宝） - エミー笠原 役[124][125]
  - メモリーズ・オブ・「バンクーバーの朝日」（2014年12月7日、日本映画専門チャンネル）[注 15][126]
- 植物図鑑 運命の恋、ひろいました（2016年6月4日、松竹） - 主演・河野さやか 役[39][40][127][128]
- 怒り（2016年9月17日、東宝） - 薫 役[129][130]
- アズミ・ハルコは行方不明（2016年12月3日、ファントム・フィルム） - 木南愛菜 役[131][132]
- 泥棒役者（2017年11月18日、ショウゲート） - 藤岡美沙 役[133][134]
- DESTINY 鎌倉ものがたり（2017年12月9日、東宝） - 一色亜紀子 役[135][136]
- 旅猫リポート（2018年10月26日、松竹） - ナナ 役（声の出演）
- こんな夜更けにバナナかよ 愛しき実話（2018年12月28日、松竹） - 安堂美咲 役[137]
- 町田くんの世界（2019年6月7日、ワーナー・ブラザース映画） - 高嶋さくら 役[138]
- 引っ越し大名!（2019年8月30日、松竹） - 於蘭 役[139]
- ヲタクに恋は難しい（2020年2月7日、東宝） - 主演・桃瀬成海 役[注 16][140]
- 明日の食卓（2021年5月28日、KADOKAWA／WOWOW） - 石橋加奈 役[141]
- キャラクター（2021年6月11日、東宝） - ヒロイン・川瀬夏美 役[142][143]
- 浜の朝日の嘘つきどもと（2021年9月10日、ポニーキャニオン） - 主演・茂木莉子 役[144]
- 怪物（2023年6月2日、東宝 / ギャガ） - 広奈 役[145]
- ゴールデンカムイ（2024年1月19日、東宝） - 梅子 役[146]
- 国宝（2025年6月6日、東宝） - 春江 役[147]
- 秒速5センチメートル（2025年10月10日公開予定、東宝） - 篠原明里 役[148]

### テレビドラマ
- 3年B組金八先生（TBS） - 田口彩華 役
  - 第8シリーズ（2007年10月11日 - 2008年3月20日）
  - ファイナル〜「最後の贈る言葉」（2011年3月27日）
- ナツコイ（2008年6月30日 - 8月29日、MBS） - 後藤なつき 役[11]
- 夫婦道 第2シリーズ 第10話 - 最終話（2009年6月17日 - 24日、TBS） - 吉永リカ 役
- Q10（2010年10月16日 - 12月11日、日本テレビ） - 河合恵美子 役
- 卒業ホームラン（2011年3月23日、テレビ東京） - 井上美奈子 役
- 絶対零度〜未解決事件特命捜査〜 Special（2011年7月8日、フジテレビ） - 野沢咲 役
- 連続テレビ小説（NHK総合）
  - ごちそうさん 第6週 - 最終週（2013年11月4日 - 2014年3月29日） - 川久保（西門）希子 役[149]
    - ごちそうさんっていわしたい!（2014年4月19日、NHK BSプレミアム）
    - 朝ドラ同窓会ごちそうさん（2016年9月24日、NHK BSプレミアム）

  - とと姉ちゃん（2016年4月4日 - 10月1日） - 主演・小橋常子 役[38][150][151]
    - とと姉ちゃんもう一つの物語『福助人形の秘密』（2016年11月19日、NHK BSプレミアム）[152]
- ウレロ☆未体験少女 第12話（2014年3月28日、テレビ東京） - 高畑充希 役
- 奇跡の教室（2014年6月28日、日本テレビ） - 正田レイコ 役
- あすなろ三三七拍子（2014年7月15日 - 9月9日、フジテレビ） - 葉月玲奈 役
- 大河ドラマ（NHK総合）
  - 軍師官兵衛 第30回 - 第47回（2014年7月27日 - 11月23日） - 糸 役[153]
  - 光る君へ 第13回 - 第28回（2024年3月31日 - 7月21日） - 藤原定子 役[154]
- 東京センチメンタル（テレビ東京） - 須藤あかね 役
  - 単発スペシャル（2014年12月30日）[155][156]
  - ドラマ24（2016年1月15日 - 4月8日）[157]
  - 単発スペシャル（2017年1月3日）[158]
  - 単発スペシャル（2018年3月30日）
- 問題のあるレストラン（2015年1月15日 - 3月19日、フジテレビ） - 川奈藍里 役[159][160]
- 連続ドラマW（WOWOW）
  - 煙霞 〜Gold Rush〜（2015年7月18日 - 8月8日） - 正木菜穂子 役[161]
  - いりびと-異邦人-（2021年11月28日 - 12月26日） - 主演・篁菜穂 役[162]
  - ゴールデンカムイ -北海道刺青囚人争奪編- 最終話（2024年12月1日） - 剣持（柿崎）梅子 役
- いつかこの恋を思い出してきっと泣いてしまう（2016年1月18日 - 3月21日、フジテレビ） - 日向木穂子 役[163][164]
- 過保護のカホコ（2017年7月12日 - 9月13日、日本テレビ） - 主演・根本加穂子 役[45]
  - 過保護のカホコ〜2018 ラブ&ドリーム〜（2018年9月19日）[165]
- 忘却のサチコ（テレビ東京） - 主演・佐々木幸子 役
  - （2018年1月2日）[166]
  - （2018年10月13日 - 12月29日）[167]
  - （2020年1月2日）
- 68歳の新入社員（2018年6月18日、関西テレビ・フジテレビ） - 主演・工藤繭子 役（草刈正雄とのW主演）[168]
- メゾン・ド・ポリス（2019年1月11日 - 3月15日、TBS） - 主演・牧野ひより 役[169]
- 同期のサクラ（2019年10月9日 - 12月18日、日本テレビ） - 主演・北野サクラ 役[170]
- 浜の朝日の嘘つきどもと[注 17]（2020年10月30日、福島中央テレビ〈福島県限定〉） - 主演・茂木莉子 役（竹原ピストルとのW主演）[171]
- にじいろカルテ（2021年1月21日 - 3月18日、テレビ朝日） - 主演・紅野真空 役[172][173]
- ムチャブリ! わたしが社長になるなんて（2022年1月12日 - 3月16日、日本テレビ） - 主演・高梨雛子 役[174][175][176]
- 星降る夜に 最終話（2023年3月14日、テレビ朝日） - 闇原こころ 役[177]
- unknown（2023年4月18日 - 6月13日、テレビ朝日） - 主演・闇原こころ 役（田中圭とのW主演）[178][179]

### 音楽番組
- 歌謡チャリティーコンサート（NHK総合）
  - 2013年4月30日[注 18]
  - 2014年4月29日[注 19]
- NHK歌謡コンサート（NHK総合）
  - 2014年4月1日[注 20]
  - 2014年9月9日[注 21]
- ミュージックステーション（テレビ朝日）
  - 2015年5月15日[注 22][180]
- 第48回思い出のメロディー（2016年8月27日、NHK総合・ラジオ第1） - 司会[181]
- 紅白歌合戦
  - 第67回NHK紅白歌合戦（2016年12月31日、NHK総合・ラジオ第1） - ゲスト審査員[182]
  - 第68回NHK紅白歌合戦（2017年12月31日、NHK総合・ラジオ第1） - 特別コーナー「おげんさんといっしょ」
  - 第69回NHK紅白歌合戦（2018年12月31日、NHK総合・ラジオ第1） - 特別コーナー「おげんさんといっしょ」

- おげんさんといっしょ（NHK総合） - お父さん 役[183]
  - 2017年5月4日[184]
  - 2018年8月20日
  - 2019年10月14日
  - 2020年5月25日（番外『おげんさんと（ほぼ）いっしょ』）
  - 2020年11月3日[185]
  - 2021年11月23日[186]
  - 2022年8月18日
  - 2024年3月28日
- 2022 FNS歌謡祭 夏（フジテレビ）2022年7月13日 - 「ミス・サイゴン」カンパニー

### バラエティー番組
- 未来ロケット（2014年4月18日 - 2015年3月20日、フジテレビ） - 司会兼応援マネジャー[注 23][20]

### 特別番組
- 7daysTV かぞくって、なんだ。（2017年5月22日 - 28日、日本テレビ） - メインパーソナリティー[注 24][187]

### テレビアニメ
- カルルとふしぎな塔（2010年10月8日 - 2011年4月8日、キッズステーション） - 主演・カルル 役[188]
- 花は咲く 東北に咲く（2014年9月8日 - NHK総合） - ざしきわらし 役[189]
- クレヨンしんちゃん（2021年2月13日、テレビ朝日） - 紅野真空 役[190]

### 劇場アニメ
- ひるね姫 〜知らないワタシの物語〜（2017年3月18日） - 主演・森川ココネ / エンシェン・ト・ハート 役[191][192]

### 吹き替え
映画
- シンデレラ（2015年4月25日、ウォルト・ディズニー・スタジオ・ジャパン） - 主演・エラ / シンデレラ 役（リリー・ジェームズ）[193][194]
- バービー（2023年8月11日、ワーナー ブラザース映画） - 主演・バービー 役（マーゴット・ロビー）[195]
- ウィキッド ふたりの魔女（2025年3月7日公開予定、東宝東和） - 主演・エルファバ 役（シンシア・エリヴォ）[196]

アニメ
- ルイスと未来泥棒（2007年12月22日） - リジー 役

### ラジオドラマ
- LOVE=Platinum 恋愛パズル piece.11 「彼女の場合」（2010年9月10日、TOKYO FM） - 珠樹 役
- FMシアター　ヒッチハイク（2011年4月9日、NHK-FM） - 主演・美奈子 役[197]
- 青春アドベンチャー　鏡の偽乙女 ～薄紅雪華紋様～（2011年6月20日 - 7月1日、NHK-FM） - お欣 役[198]

### ウェブドラマ・ムービー・アニメ
- タイムスリップ! 堀部安兵衛（2014年9月11日配信、三井不動産レジデンシャル） - 吉良裕子 役[注 25][199][200]
- エンシェンと魔法のタブレット 〜もうひとつのひるね姫〜（2017年3月10日配信、Hulu） - エンシェン・ト・ハート 役
- 1122 いいふうふ（2024年6月14日 - 、Amazon Prime Video） - 主演・相原一子 役[注 26][201][202]

### CM
- チョーヤ梅酒 酔わないウメッシュ（2014年4月 - ）[203]
- NTTファシリティーズ（2014年6月 - ）[204]
- ACジャパン（2014年7月 - ） - ナレーション
- 三井不動産レジデンシャル（2014年9月 - ）[205]
- ライオン
  - バファリンルナi（2015年5月 - ）[206]
  - バファリンEX（2016年3月 - ）[207]
  - バファリンA（2021年3月 - ）[208]
  - OCH−TUNE（オクチューン）（2024年4月 - ）
- NTTドコモ「得ダネを追え！」シリーズ[209]
- かんぽ生命保険（2016年3月 - ）[210][211]
- ダリ展 東京展（2016年8月 - ）[212]
- 富士フイルム スキンケアシリーズ  アスタリフト（2016年9月 - ）[213]
- ダイハツ工業 ムーヴキャンバス（2016年9月 - ）[214]
- JRA「HOT HOLIDAYS!」（2017年 - 2021年）[215][216]
- 江崎グリコ
  - 牧場しぼり（2017年4月 - ）[217]
  - 「じゃんけんグリコ2020」（2020年2月 - ）[218]
  - LIBERA「LOVE LIBERA」篇 (2020年3月12日 -)[219]
- サントリー オールフリー（2017年6月 - ）[220]
- 三菱地所「新しい匂いのする街」（2018年3月 - ）[221]
- ケンタッキー・フライド・チキン（2018年6月 - ）[222]
- アサヒビール クリアアサヒ（2019年3月 - ）[223]
- ナイアンティック Pokémon GO（2021年9月 - ）
- ファンケル
  - マイルドクレンジングオイル（2021年11月 - ）[224]
  - カロリミット（2022年11月 - ）[225]
  - プレミアムカロリミット（2024年10月 - ）[226]
- 麒麟麦酒「本麒麟」（2022年3月 - ）[227]
- ナイアンティック・ポケモン「Pokémon GO」（2023年2月 - ）[228]
- LINEヤフー「LYPプレミアム」（2024年2月 - ）[229]
- キリンビバレッジ「キリン 生茶」「キリン 生茶 ほうじ煎茶」（2024年4月 - ）[230]
- スピークジャパン「スピーク」（2024年12月 - ）[231]
- アムタス「めちゃコミック」（2024年12月 - ）[232]

### 広告
- 宣伝会議 コピーライター養成講座ポスター（2013年）
- 建設業労働災害防止協会 全国安全週間ポスター（2014年）[233]
- あさがくナビ イメージキャラクター（2015年 - 2016年）[234][235]

### PV
- 川嶋あい 「幸せですか」（2007年10月3日）
- 竹内まりや 「元気を出して」（2008年10月1日）
- クリープハイプ 「寝癖」（2014年5月7日）[236]
- 星野源 「Family Song」（2017年7月31日）

### ナレーション
- ドラマチック関西「最期のラブレター 〜手紙が紡ぐ家族の日々〜」（2014年6月20日、NHK総合）
- NHKスペシャル「命と向きあう教室〜被災地の15歳・1年の記録〜」（2015年3月29日、NHK総合）
- SONGS「コブクロ 初めての告白 二人の10年」（2016年6月16日、NHK総合）
- SONGS「SONGSスペシャル 宇多田ヒカル」（2016年9月22日、NHK総合）[237]

### ラジオ
- マイ プレイリスト Love for Japan 〜kizashi〜（2014年12月21日、ニッポン放送）
- 岡田惠和 今宵、ロックバーで〜ドラマな人々の音楽談義〜　第335回（2021年1月31日、NHK-FM）[238]

## 音楽

### シングル（みつき名義）
1. 大切なもの（2007年6月20日）デビューシングル 小渕健太郎（コブクロ）プロデュース
2. 瞳ひらいて（2007年11月28日） 川嶋あいプロデュース
3. 夏のモンタージュ（2008年7月30日） 竹内まりや作詞・作曲

### アルバム（みつき名義）
1. COLOR（2008年9月3日）

### シングル（高畑充希名義）
1. ホームにて（2015年1月4日）※配信限定。
  - 中島みゆきの同タイトル曲のカバー。KOBUDO -古武道-とのコラボレーション。2015年1月4日に放送されたTBS系『新春ドラマ特別企画 わが家』主題歌[239][240]。
2. 青春の続き（2022年11月16日）※配信限定。
  - 作詞作編曲は椎名林檎。2023年1月から2月公演の舞台『宝飾時計』のテーマ曲[241]。

### アルバム（高畑充希名義）
1. PLAY LIST（2014年3月26日）

### 参加作品
- 焼氷有り〼の唄（やきごおりありますのうた）（西門希子名義、2013年12月4日発売『連続テレビ小説「ごちそうさん」オリジナル・サウンドトラック ゴチソウノォト』および『PLAY LIST』に収録）
- いちごの唄〜源太出征の日（西門希子名義、2014年4月9日発売『連続テレビ小説「ごちそうさん」オリジナル・サウンドトラック ゴチソウノォト おかわり』に収録）
- 蘇州夜曲（西門希子名義、2014年4月9日発売『連続テレビ小説「ごちそうさん」オリジナル・サウンドトラック ゴチソウノォト おかわり』に収録）
- 夏のモンタージュ（竹内まりやが高畑に楽曲提供した「夏のモンタージュ」のセルフカバー盤にコーラスとして参加、2014年9月10日発売『TRAD』に収録）
- Take Me Out To The Ball Game（高畑充希名義、2014年12月17日発売『バンクーバーの朝日 オリジナル・サウンドトラック』に収録）
- 花は咲く（高畑充希名義、2015年3月4日発売『NHK「明日へ」東日本大震災復興支援ソング「花は咲く」コンピレーションアルバム ハナハサク』に収録）[242]
- 夢はひそかに（高畑充希名義、城田優とのデュエットバージョン、映画『シンデレラ』日本版エンドソング、2015年4月22日発売『シンデレラ オリジナル・サウンドトラック』に収録）[27][243][244]
- デイ・ドリーム・ビリーバー（森川ココネ名義、劇場アニメ『ひるね姫 〜知らないワタシの物語〜』主題歌、2017年3月15日発売『ひるね姫〜知らないワタシの物語〜 オリジナル・サウンドトラック』に収録）
- 何日君再来（高畑充希名義、映画『いつまた、君と〜何日君再来〜』主題歌）[245]

### ライヴ
- 10th Anniversary Premium Live[50]
  - Billboard Live OSAKA（2015年12月26日）
  - Billboard Live TOKYO（2015年12月28日）

## 書籍・各種作品等

### 雑誌連載
- MAQUIA「高畑充希のCinemaScrap」（2014年11月号 - 、集英社）
- リンネル「高畑充希の手しごとコトコト」（2015年7月号 - 、宝島社）

### フォトエッセイ集
- 穴があったら入ります（2022年2月28日、PARCO出版）ISBN 978-4-86506-381-3[246]

### 写真集
- 高畑充希写真集「神楽坂」（2012年1月1日、ホリプロ）
- 高畑充希写真集「神楽坂」（新装版）（2016年6月24日、ホリプロ）
- 高畑充希写真集「ユメクイサバク」（2016年12月22日発売、宝島社）

### デジタル写真+ムービー作品集
- 高畑充希「神楽坂四丁目」（2011年11月15日、irri撮影、ファンプラス・GザテレビジョンPLUS配信）

### カレンダー
- 高畑充希2015カレンダー（2014年10月29日、ハゴロモ）
- 高畑充希2016カレンダー（2015年11月20日、ハゴロモ）
- 高畑充希2017カレンダー（2016年11月16日、ハゴロモ）